# الوجيز في تفسير الكتاب العزيز
الوجيز في تفسير الكتاب العزيز أحد كتب مختصرات التفسير، ألفه أبو الحسن علي بن أحمد الواحدي النيسابوري .

## الوصف
يُعد تفسير الواحدي المعروف بالوجيز في التفسير من أقدم المختصرات السهلة في التفسير، وقد صنفه بناء على طلب من طلابه رغبة في كتاب سهل ميسر يقتصر فيه على قول واحد في معنى الآيات المختلف في معناها، وقد سارع بتلبية طلبهم بتأليف هذا الكتاب، وهو يقتصر فيه غالبًا على قول واحد. الكتاب يعد من أفضل ما أُلِّف في تفسير القرآن باختصار، وجاء العلماء من بعده فجعلوه مصدرًا أساسيًّا لمؤلَّفاتهم في التفسير، ومعرفةُ هذا الكتاب وفهمه تعطي القدر الكافي لمن أراد الاكتفاء به في علم التفسير.
اعتمد الواحدي النيسابوري في تفسيره على تفسير القرآن بالقرآن إن أمكن، والقرآن بالحديث النبوي إن كان هناك حديث يبين معنى الآية، وذكر أقوال الصحابة والتابعين في تفسير الآيات، وتكلم عن أسباب النزول، وأوضح ألفاظ القرآن بأقوال أهل اللغة والمعاني، وتعرض أحيانًا لبعض المسائل الفقهية، وتعرض قليلًا لبعض مسائل النحو، وذكر في مطلع كل سورة ما ورد من أحاديث في فضلها.